# Phlebotomus pedifer
Phlebotomus pedifer — вид двокрилих комах родини метелівкових (Psychodidae). Інколи цей вид видносять у підрід Larroussius. Поширений в Ефіопії, Кенії та Судані. Зустрічається в гірських лісах серед органічних решток. Вид є переносником одноклітинного паразита Leishmania aethiopica, що є збудником шкірного лейшманіозу у людей.